# پلی‌گراند گیمز
پلی‌گراند گیمز لیمیتد (به انگلیسی: Playground Games Limited) یک توسعه‌دهنده بازی ویدئویی بریتانیایی در رویال لیمینگتون اسپا می‌باشد. این شرکت بیشتر با ساخت مجموعه بازی فورتزا هورایزن شناخته می‌شود. پلی‌گراند در سال ۲۰۱۸ به یکی از زیرمجموعه‌های مایکروسافت استودیوز (درحال حاضر اکس‌باکس گیم استودیوز) تبدیل شد. همچنین این شرکت درحال حاضر برروی نسخه بعدی مجموعه بازی فیبل کار می‌کند.

## بازی‌ها
| سال     | عنوان            | پلتفرم(ها)                                               |
| ------- | ---------------- | -------------------------------------------------------- |
| ۲۰۱۲    | فورتزا هورایزن   | ایکس‌باکس ۳۶۰                                             |
| ۲۰۱۴    | فورتزا هورایزن ۲ | اکس‌باکس ۳۶۰، اکس‌باکس وان                                 |
| ۲۰۱۶    | فورتزا هورایزن ۳ | مایکروسافت ویندوز، اکس‌باکس وان                           |
| ۲۰۱۸    | فورتزا هورایزن ۴ | مایکروسافت ویندوز، اکس‌باکس وان، اکس‌باکس سری اکس و سری اس |
| ۲۰۲۱    | فورتزا هورایزن ۵ | مایکروسافت ویندوز، اکس‌باکس وان، اکس‌باکس سری اکس و سری اس |
| نامعلوم | فیبل             | مایکروسافت ویندوز، اکس‌باکس سری اکس و سری اس              |